# CAM di Venezia
Il CAM di Venezia o CAM de Venise era una squadriglia che, dal 2 giugno 1915, combatté nella prima guerra mondiale, inquadrata nella francese Aéronautique navale.
Già nel Bombardamento della costa adriatica del 24 maggio 1915 gli idrovolanti austriaci bombardavano la città di Venezia e l’Italia aveva fatto prevedere nella Convenzione Navale, allegata al Patto di Londra, la presenza di una squadriglia francese per la sua difesa.

## Storia

### 1915
Dopo lunghe trattative, Francia e Inghilterra riuscirono a portare l'Italia in guerra con loro nel maggio del 1915. La dichiarazione di guerra italiana riguarda solo l'Impero austro-ungarico, un vecchio nemico ereditario che ancora tiene sotto di sé giogo terre irredente popolate da italiani (Irredentismo italiano). Il suo confine naturale con l'Italia è costituito dalle vette alpine ed il mare Adriatico, un lungo mare chiuso a forma di Cul-de-sac in cui la navigazione è di vitale importanza per entrambe le nazioni, in particolare per l'Austria significa collegare il suo principale porto commerciale, Trieste, con la sua potente base navale di Cattaro vicino al Montenegro, ma il cui accesso via terra è difficile. È un teatro ideale di operazioni per l'aviazione navale: le onde sono limitate favorendo i decolli, la chiarezza dell'acqua permette facilmente di distinguere i sottomarini e la larghezza del mare è adatta per la gamma dei velivoli del tempo. L'aviazione italiana in generale è in ritardo rispetto alla sua omologa austriaca, che è cresciuta considerevolmente e preparata da mesi di conflitto con Serbia e Russia. Il governo italiano chiede assistenza materiale alleata in questo settore: la Francia mette a disposizione una squadriglia di idrovolanti per monitorare l'alto Adriatico. È in questo contesto che viene creato il Centro Aeromarittimo (CAM) di Venezia o Centre Aéromaritime (CAM) de Venise.
Il certificato di nascita del CAM risale ufficialmente al 25 maggio 1915, il giorno successivo la dichiarazione di guerra italiana, a testimonianza dell'accordo preliminare tra le due marine. Nasce inizialmente come un distaccamento del centro aeromarittimo di Saint-Raphaël (Varo) diventando un CAM a pieno titolo nel 1916. Il 2 giugno ci sono sei idrovolanti FBA 100 CV (sviluppo dell'FBA Type A). Per quanto riguarda i piloti, la Marina francese ha selezionato due sottufficiali, i secondi maestri Paolo Poggi e Perron e due ufficiali, l’enseigne de vaisseau di prima classe Jean Roulier ed il luogotenente Jean-Louis Conneau. Quest'ultimo era un pioniere dell'aviazione molto famoso anche in Italia sotto lo pseudonimo di Andrew Beaumont, ha partecipato a numerose corse prima della guerra, vincente sul Daily Mail Circuit of Britain air race in Inghilterra su Blériot XI davanti a Jules Védrines su Morane-Borel e la Parigi-Roma del 1911, soffiando il primo posto al Roland Garros. È presente anche il capo-pilota dell'azienda Donnet Levèque, dalla quale sono derivati gli FBA. Ha istruito una grande parte dei piloti di idrovolante che sono ancora un cerchio ristretto all'inizio della guerra. Il loro numero in Francia rimane piuttosto limitato e la marina deve integrare la sua forza lavoro con due piloti distaccati dell'aviazione militare che hanno appreso prima della guerra il volo sugli idrovolanti. Così viene assegnato il sergente (presto promosso Maresciallo) Ernest Morin, un ingegnere navale ed il caporale (presto sergente) Pierre Divetain ex pilota che ha anche volato nella corsa per idrovolanti con Conneau, la Parigi-Deauville del 1913. Oltre ai piloti vi erano trenta uomini arruolati ed il comandante del distaccamento, il tenente Antoine Reynaud, che con l'eccezione di un'osservazione di riconoscimento in volo non farà voli di guerra.
Sebbene sia un funzionario amministrativo de facto, Reynaud non manca nel suo lavoro, poiché deve affrontare tutti i problemi incontrati durante l'insediamento del centro nel giugno del 1915. Gli idrovolanti sono alloggiati in un hangar dell'Isola di Sant'Andrea (Venezia) situata ad est di Venezia e con un canale di volo orientato nord-sud. A parte gli hangar, non c'è dimora sull'isola e Reynaud deve prima alloggiare i suoi uomini a Venezia. Se riteniamo che questa situazione sia lungi dall'essere dispiaciuta per le parti interessate, non soddisfa Reynaud perché limita il valore operativo del centro. Gli idrovolanti sono tutti montati ed ogni pilota riceve un velivolo dedicato (il 2 per Conneau, il 3 per Morin, il 6 per Divetain , 10 per Roulier, 11 per Poggi e 12 per Perron).
Dal punto di vista del comando, Reynaud è stupito di ricevere ordini dal prefetto marittimo italiano quando gli è stato detto alla sua partenza che il suo compito sarebbe stato quello di difendere Venezia. Viene quindi confermato dal telegramma che deve mettersi a disposizione del comando italiano per portare a termine le missioni che richiederà, nei limiti dei suoi mezzi tecnici. L'ufficiale, che aveva una grande idea della sua missione iniziale, manterrà un po' di amarezza. In questo momento, gli italiani hanno a Venezia solo due piloti ed alcuni idrovolanti galleggianti Albatros, che eseguono ricognizioni quotidiane su Pola. Gli idrovolanti francesi devono sostenerli, il che preoccupa un po' Reynaud perché questi voli li mettono al limite del loro raggio d'azione. Questo problema si risolve rapidamente con l'apertura di una postazione avanzata al Porto di Lignano Sabbiadoro, un piccolo porto ad est di Venezia, molto più vicino alla zona di combattimento. Approfittando di questa base avanzata, le prime pattuglie aeree sono condotte sul Golfo di Trieste. Il 14 giugno, un idrovolante austriaco viene incontrato in volo. Quattro giorni dopo, di ritorno da una ricognizione su Pola, una FBA sganciò due bombe sul faro di Punta Salvore.
Questi primi voli mostrano rapidamente problemi con i motori Gnome (Gnome Delta) che equipaggiano gli FBA, tanto che il 25 giugno un telegramma richiede l'invio di emergenza di un tecnico della casa Gnome et Rhône per effettuare gli aggiustamenti necessari. La fabbrica di Lione si sta rapidamente attivando inviando un tecnico accompagnato dal direttore della compagnia, lo stesso Laurent Seguin, inventore del motore rotativo. Ha preso nel suo bagaglio una macchina fotografica Verascope della Jules Richard (azienda), con la quale scatta bellissime fotografie in rilievo.
Il 1º luglio 1915 darà origine a un'impresa che porterà fama alla squadriglia. Roulier, che vola sull'FBA 10 prendendo il marinaio Pierre Giorzo fa una ricognizione nella baia di Trieste. I due uomini vedono un U-Boot uscire da Pirano, che risulta essere l'SM U-11 e che inizia immediatamente ad immergersi. Roulier scende a 15 metri di altezza e sgancia due bombe, mentre il sottomarino scompare sotto le onde. Roulier e Giorzo osservano alcune bolle d'aria sulla superficie e perdono traccia della sua scia. L'FBA ammara poi a Porto Lignano per una breve sosta e torna a Venezia, dove le notizie di questa lotta si diffondono a macchia d'olio. Il prefetto marittimo di Venezia è andato a congratularsi con Roulier dichiarando "Lunga vita alla Francia!" Tutti i giornali italiani annunciano l'impresa nei titoli delle prime pagine. Questa è la celebrità anche se il sottomarino in questione è sopravvissuto all'attacco. Robert Vaucher, il corrispondente di Venezia del quotidiano francese "L'Illustration" riporta: "Ero in Piazza San Marco, dove la banda municipale stava dando un concerto. All'improvviso, nel cielo blu, si sente un ronzio del motore. Poi, emergendo dietro le cupole di San Marco, un idrovolante nei colori francesi passò lentamente, sfiorando il Campanile. La musica interruppe immediatamente il pezzo che eseguiva e cantò la Marsigliese. Allo stesso tempo si avverte un forte grido: "Evviva la Francia!" e ci siamo precipitati alla Piazzetta per vedere evolvere sulle lagune il velivolo francese, elegante e veloce."
Ma anche gli austriaci hanno forze aeree che continuano a fare attacchi aerei contro Venezia. Un primo raid è già avvenuto il 24 maggio (due idrovolanti) poco dopo la dichiarazione di guerra (Bombardamento della costa adriatica del 24 maggio 1915), mentre gli aerei francesi erano in viaggio verso l'Italia. Altri due seguirono il 27 maggio 1915 (due idrovolanti facevano due morti tra la popolazione) e l'8 giugno (un idrovolante solitario, la notte): piloti e meccanici francesi erano ancora in città e non potevano decollare. A luglio, Reynaud è riuscito ad alloggiare tutti sull'isola di Sant'Andrea. Così all'alba del 4 luglio, l'allarme suona e il maresciallo Morin si precipita sul suo "3" FBA che osserva in cagnesco il marinaio Gaugler armato con una mitragliatrice. Inseguono un Lohner che sorvola Venezia, "che è fuggito senza sganciare le sue bombe". Un inseguimento inizia e si esaurisce, senza una significativa differenza di velocità tra i due velivoli. Un altro avvertimento si è verificato anche la mattina dell'8 luglio, ma "il velivolo austriaco che ha approfittato delle nuvole è stato in grado di lanciare le sue bombe" (che esplodono sul terreno) e può scappare senza danni. Un'altra incursione analoga si è svolta il 13 luglio. L'opinione pubblica è stata scandalizzata dal bombardamento della perla dell'Adriatico e il Papa ha intimato agli austriaci di porre fine ad esso, senza successo. La propaganda presenta gli austriaci come barbari, ma bisogna sottolineare che Venezia non fu dichiarata città aperta perché ospitava un importante porto di guerra. Comunque sia, con un buon gesto politico, la Francia manda una piccola squadriglia di quattro caccia Nieuport per proteggere la città. Reynaud è furioso non appena sente la notizia: in un rapporto ricevuto a Parigi il 2 agosto, descrive in dettaglio tutti gli sforzi che ha compiuto per istituire il suo sistema di allerta, e, anche se riconosce i limiti dei suoi idrovolanti FBA, propone che i suoi piloti realizzino la protezione della città sugli aeroplani Nieuport o Morane.
La proposta è stata respinta e la squadriglia di Nieuport chiamata N 92/I (Escadrille N 92 i - N 392 - N 561), si trasferisce a Bazzera (dove oggi c'è il parcheggio dell'Aeroporto di Venezia-Tessera) il 15 agosto 1915. Coincidenza o no, gli austriaci lanciarono un bombardamento quel giorno (faranno una strage), offrendo a Reynaud una piccola vendetta visto che i suoi idrovolanti riescono ad intercettare. Un idrovolante nemico è segnalato sul Piave e 3 FBA francesi decollano in meno di 5 minuti dopo l'allarme. Solo quello pilotato da Roulier con Conneau come osservatore persiste nell'inseguimento dopo 45 minuti di volo. Partito quando l'idrovolante nemico arrivò a Venezia, Roulier era a quota 1.000 metri mentre l'austriaco era a 2.500 metri a 2 chilometri di distanza. Dopo un inseguimento sull'Adriatico contro il Lohner L 49 del Linienschiffleutnant Heinrich Fontaine von Felsenbrunn (osservatore linienschiffleutnant Walter Heel), solo su Pola, dopo 45 lunghi minuti di volo che arriva Roulier alla sua altezza 800 metri dietro. Conneau gli spara 125 colpi con la FM Chauchat, che per una volta funziona ma non lo colpisce.
Reynaud scopre che la squadriglia di Nieuport è ben dotata di equipaggiamenti e armi (Nieuport 10 a due posti), mentre deve lottare con problemi meccanici e che i suoi piloti hanno solo armi individuali ed un solo fucile-mitragliatore Chauchat per affrontare il nemico. La paga della sua controparte terrena, il capitano Marcel de Chalonge, è sproporzionata con la sua perché gode a causa del suo ruolo diplomatico! Reynaud si lamenta profondamente in un rapporto e ottiene soddisfazione su questo punto, la paga dei marinai viene allineata con quella dei loro compagni. Il capitano Chalonge ed i suoi ufficiali osservatori partecipano a diversi voli su Trieste.
I rapporti tra i due leader delle squadriglie sembrano essere rapidamente pacificati, tuttavia i marinai decolleranno sempre con i loro FBA in caso di allerta a Venezia. Va detto che i Nieuport, lontano da Venezia sul loro aeroporto di Bazzera, arriva spesso dopo la battaglia. Il 5 settembre, due idrovolanti nemici bombardano la città nel pomeriggio senza essere intercettati. All'inizio della notte del 24 ottobre, 4 idrovolanti nemici lanciano una prima incursione sulla stazione di Venezia con danni collaterali distruggendo il tetto della Chiesa degli Scalzi (Venezia) e la ripetono all'alba. Ma i due FBA presenti a Venezia (il "2" pilotato dal maresciallo Morin con il marinaio Gangler e il "6" del sergente Divetain) decollano in compagnia di un idrovolante italiano. 3 Lohner austriaci hanno già sganciato le loro bombe sulla città e tornano alla loro base, ma un quarto austriaco si sta ancora avvicinando e la sua rotta è interrotta da aerei alleati; poi torna indietro senza bombardare Venezia. Solo il 18 novembre 1915, i Nieuport della N 92/I intervengono efficacemente contro 5 Lohner che attaccano la città. Uno di loro era il L 59 del sottotenente Lachmann. Capendo che il volo su Venezia non è più una cosa facile, gli austriaci interromperanno i loro raid e li riprenderanno solo di notte, a partire dal maggio 1916.
Mentre questi combattimenti avvenivano su Venezia, la maggior parte dell'attività degli idrovolanti si svolse sotto forma di pattuglie marittime e bombardamenti sul golfo di Trieste dall'avamposto di Porto Lignano. Il 7 agosto 1915 ebbe luogo una missione speciale: l'FBA "10" di Roulier e il "12" del secondo maestro Perron scortano due Albatros italiani guidati dai guardiamarina dell'aviazione militare italiana Giuseppe Miraglia e Luigi Bologna. Partono per rilasciare volantini su Trieste, destinati alla popolazione italiana che risiede lì. L'osservatore di Miraglia, incaricato di rilasciare i volantini, è un po' strano perché è il poeta Gabriele D'Annunzio. Sopra la città, due idrovolanti Lohner decollano e intercettano l'Albatross, prima di essere evitati dall'FBA francese. Tra i piloti austriaci, il Linienschiffleutnant Gottfried von Banfield, giovane comandante della Seeflugstation di Trieste, che incontra per la prima volta gli idrovolanti francesi.
Non sarà l'ultima perché un combattimento epico si svolge il 1º settembre 1915 tra i due protagonisti. Il CAM di Venezia ha ora abbandonato l'avamposto di Porto Lignano per una nuova sede a Grado (Italia), un porto vicino al fronte e su cui è stato posizionato un hangar utilizzato in collaborazione con gli aviatori della marina italiana. Il relitto di un sottomarino è segnalato a 4 miglia a sud di Punta Sdobba. Il CAM Venice riceve l'ordine di riconoscere la nazionalità del campo minato che l'ha affondata. Parte quindi l'FBA Grado "2" alle ore 14:30 pilotato dal tenente Jean-Louis Conneau, prendendo come osservatore il Tenente di Vascello Giambernardini, vice comandante della stazione di Grado, accompagnato dall'FBA "10" guidato da Roulier. L'osservatore tenente Jean Romeyer, "prestato" al CAM di Venezia dalla Escadrille N 92/I gestisce una Mitragliatrice Lewis, prelevata da un caccia Nieuport, fissata su un appoggio mobile. Roulier mette in acqua il suo FBA a Punta Primero, pronto a cacciare qualsiasi nemico. Nel frattempo, l'FBA "2" vola per un'ora e mezza sul bersaglio, individuando le mine e poi atterrando sull'acqua per esaminarle ed ispezionare il relitto del sottomarino. Mentre decolla per tornare a Grado, un Motoscafo armato silurante (MAS) (comandato dal tenente di vascello Luigi Rizzo, che al suo arrivo fece fuggire due navi austriache) punta verso gli aerei nemici: vede "un aereo terrestre a 3.000 metri ed un idrovolante che sgancia una bomba sul relitto del sottomarino prima di essere avvistato". L'idrovolante è il Lohner L 46 pilotato da Banfield. Conneau si dirige quindi verso sull'FBA "10" di Roulier per aiutarlo. Decolla e guadagna quota, ma Banfield lo vede e scende di quota verso di esso. Romeyer tira due caricatori ma il movimento della sua mitragliatrice Lewis non gli permette di tirare abbastanza verso l'alto. D'altra parte il mitragliere di Banfield di nome Strobl ha colpito il bersaglio con 6 proiettili esplosivi che causarono solo danni minori. Banfield, pensando di aver sistemato il suo conto con Roulier, si precipitò su Conneau ma si diresse verso la laguna di Grado al riparo dalla contraerea italiana che sparò verso il Lohner, costringendolo a spostarsi. Ma Giambernardini, che era solo al suo secondo volo, non supportava questo balletto aereo e sembrava soffrire di mal d'aria, dando "alcuni segni di debolezza". Conneau atterra nel porto, facendo rifornimento e chiede un nuovo mitragliere. I volontari non si affrettano tra i marinai francesi, ma il marinaio Rouanet, ha afferrato il fucile mitragliatore e si è imbarcato sull'idrovolante. Decolla immediatamente e trova Banfield che lo supera furtivamente prima che questo raggiunga la sua quota. L'FBA "2" lo incontra a 300 m di distanza e 200 m in basso, quindi Conneau viene posto nel punto cieco della mitragliatrice. Incapace di sparare a causa della distanza, ritorna alla laguna di Grado per guadagnare quota fino a 1700 m protetto dalla sua contraerea, poi torna una terza volta contro Banfield, che rompe il combattimento picchiando su Trieste, accompagnato da una raffica della Chauchat che Rouanet tira troppo lontano per colpirlo. Sceso a 900 m, il pilota francese lo vede approdare vicino a 2 motovedette austriache. Ritorna a Grado dopo un combattimento di oltre un'ora! Roulier torna quindi a caccia alle 16:40 sull'FBA "10" ma non riesce a trovare nessuno.
Banfield riferirà nel suo rapporto di aver gareggiato con non meno di quattro idrovolanti nemici, di cui uno in due occasioni. Egli non capì che gli attacchi dell'inarrestabile Conneau non erano quelli provenienti da diversi velivoli. Ironia della sorte, questa è la seconda volta che i due uomini si sono incontrati. La prima ebbe luogo ad Argenteuil nel 1913, quando Conneau, capo pilota di Donnet Levèque, insegnò a pilotare un idrovolante al giovane austriaco!
Conneau non avrà l'opportunità di incontrare di nuovo il suo ex studente da quando è richiamato in Francia alla fine di settembre del 1915. In sostituzione arriva il tenente Ducuing, la cui formazione non è perfetta e che deve migliorare le sue abilità di volo prima di completare le missioni di guerra: romperà l'FBA "3" in un atterraggio brutale. Poggi ha avuto un incidente di questo tipo in agosto sul suo aereo e nuovi FBA vengono consegnati alla squadriglia su cui fissano una mitragliatrice che scherma il serbatoio. Diverse missioni di bombardamento vengono effettuate su Trieste, il Castello di Miramare ed il piccolo porto di Muggia, a volte sotto la scorta dei Nieuport della N 92/I che distacca alcuni dei suoi aerei su un aerodromo avanzato vicino a Grado.
Per tutto quest'anno, nel 1915, la maggior parte dei voli di guerra sono stati effettuati dalla CAM di Venezia perché gli italiani hanno l'aviazione di marina non molto sviluppata. Il loro capo, Miraglia, morì anche con il suo meccanico Fracassini in un incidente ai comandi di un idrovolante a fine dicembre 1915. La guardia d'onore era tenuta da marinai francesi e italiani ai funerali del 24 dicembre e l'FBA di Roulier sorvola la processione lanciando fiori.

### 1916
Nel corso dell'anno 1916, il CAM di Venezia, a sua volta conosce la perdita di piloti. Durante i primi quattro mesi, mentre Morin Divertain Perron poi tornò in Francia, gli FBA sperimentano nuovi problemi al motore causando il loro crollo disponibilità a causa di incidenti e, probabilmente, la loro usura generale. Il 19 gennaio 1916 il guardiamarina Ducuing esegue il riconoscimento sul Golfo di Trieste per monitorare le navi nemiche. Mentre è a 250 metri sul livello del mare, due cilindri del motore sono improvvisamente rotti. Il suo scafo è attraversato dall'elica che porta con sé la piastra che serve da supporto per il passaggio del motore, che blocca i comandi e mette il velivolo quasi verticale. L'osservatore, il timoniere Coste, non perde la sua compostezza e prova a disinnescare le bombe mentre Ducuing rafforzava disperatamente i controlli. Egli è riuscito a recuperare in extremis il velivolo che atterra in acqua sicura al largo di Grado, dove viene salvato da marinai italiani e portato dal tenente di Vascello Giambernardini. Con questo inconveniente, Reynaud richiede nuovi velivoli ed ottiene i primi due Donnet-Dennaut 155 CV (numerati 15 e 16). Non ci stanno guadagnando dal cambio se si crede alla sua relazione "Il Donnet Denhaut motore di 155 CV Canton-Unne sono cattivi strumenti di combattimento sotto tutti i punti di vista, non li ho mai mandati a Grado ma li tengo a Venezia per pattuglie di ricognizione e anti sommergibile". Un pilota in sostituzione, il guardiamarina André Victor Vaugeois assegnato il 17 aprile 1916 (portando il numero a solo quattro), viene ferito poco dopo in un incidente mentre serviva come osservatore su un bombardiere italiano Caproni. La sfortuna per il CAM continua il 4 maggio con un incendio in un magazzino, che va in fumo il Donnet Dennaut "15", un sacco di strumenti e pezzi di ricambio. I voli ora diventano molto rari.
Il linenschiffleutnant Gottfried Banfield, che ora sta pilotando un idrovolante "L16", entra di nuovo nella scena. Il 23 giugno 1916, Vaugeois, appena guarito dall'infortunio, svolse una missione di ricognizione su Pirano su un "12" codificato FBA Type C, portando con sé lìosservatore italiano istriano Ernesto Gramaticopolo Ufficiale della Regia Marina. Attraversano la strada del L 16 di Banfield, le cui prime raffiche uccideranno poi l'osservatore italiano. Anche l'FBA è colpito e Vaugeois deve ammarare. Banfield ruota intorno all'FBA mentre un motoscafo austriaco si avvicina per catturarlo. Vaugeois quindi riavvia il motore e tenta di dirigersi verso Grado. Banfield spara ancora e distrugge il motore, ma Vaugeois non ammette la sconfitta e gli spara con la mitragliatrice dell'osservatore! Banfield risponde con diverse raffiche di intimidazione per costringerlo ad arrendersi, Vaugeois viene catturato con il suo idrovolante. Dopo aver ricevuto un trattamento per le sue ferite, fu invitato da Banfield alla mensa della Seeflugstation di Trieste dove venne dato un brindisi al suo coraggio. Interrogato dal suo vincitore sulle ragioni del suo comportamento eroico, risponde semplicemente "per la mia bandiera". Banfield lascia che uno dei suoi invii un messaggio a Venezia informando i francesi del risultato del combattimento, indicando l'eroica resistenza del pilota. Egli non sapeva che due idrovolanti francesi partirono da Grado per cercare il loro compagno e poterono chiaramente intuire cosa gli fosse successo.
L'idrovolante L 16 inizia ad essere conosciuto come il lupo bianco al punto che lo staff italiano cerca di incastrare il 26 giugno con il francese Nieuport, senza successo. Reynaud chiede che gli vengano consegnati gli aerei da caccia Sopwith Baby, che non otterrà. D'altra parte vengono consegnati durante l'estate due primi FBA 150 hp (FBA Type H), che consentono al CAM di riprendere alcuni voli operativi. Un altro pilota, il secondo maestro Duclos, fece il suo arrivo mentre Giorzo, ricevette l'incarico di pilota. La successione sembra assicurata ma il destino decide diversamente. Roulier scrisse una lettera a suo fratello il 9 agosto 1916: "Gli austriaci stanno ottenendo grandi risultati con i loro idrovolanti, uno dei quali, di nome Banfield, è sul suo terzo aereo abbattuto (...) Abbiamo 2 Hispano-Suiza 8 per 6 piloti (...), si tratta di un numero ridicolo, in realtà la nostra squadra di sei piloti dovrebbe includere almeno dodici aerei. I nostri Hispano sono pronti per questa settimana, vanno veloce ma salgono lentamente e sono molto pesanti. Infine, la caccia sembra molto problematica con questo aereo. Davanti ad un aereo leggero, che manovra e si alza come un merlo, cosa farà? Mi chiedo con ansia."
Il 15 agosto 1916, gli italiani che ora hanno notevolmente ampliato la propria aviazione navale lanciano un'importante bombardamento sulle strutture portuali di Trieste e dintorni. 5 Macchi L.1, copie italiane del Lohner L austriaco, decollano da Grado sotto la protezione di quattro caccia francesi Nieuport. Il CAM di Venezia si unisce alla spedizione con i suoi due nuovi FBA da 150 cavalli, gli unici che può inviare in battaglia. Mentre la maggior parte degli idrovolanti lascia cadere le loro bombe sui bersagli, il Lohner L 16 di Gottfried Banfield decolla senza attraversare la rotta dei caccia di Nieuport. Dice: "A 2.200 metri sul livello del mare ho incontrato un primo attaccante, che aveva già sganciato le sue bombe, e ho aperto il fuoco a circa 150 metri." Gravemente danneggiato, è caduto nel Golfo di Trieste dove è stato recuperato dalle torpediniere italiane "Ha appena forzato l'ammaraggio dell'FBA n. 310 da 150 CV del secondo maestro Duclos con Le Men in qualità di osservatore. L'equipaggio è illeso e l'idrovolante viene rimorchiato a Grado dove verrà riparato, e ironicamente viene battezzato da un meccanico "Chichourlette ritorna comunque!". Ma Banfield continua il suo volo: "Mi voltai e, a 200 metri, attaccai rapidamente il suo compagno di squadra, che fu costretto a lanciare le sue bombe in mare per cercare di scappare. Fu abbattuto nel porto di fronte al molo 5. Il suo relitto fu recuperato dalla nostra corvetta "Linz" ed era il più moderno idrovolante francese in servizio, l'FBA n. 308 da 150 cv pilotato da Roulier con l'osservatore Auguste Costerousse. I marinai italiani che hanno assistito al combattimento affermano di aver visto l'FBA di Roulier mitragliare da dietro ad una distanza di soli 50 metri dal caccia austriaco che lo ha totalmente sorpreso. L'FBA è andato in testacoda e Roulier è stato espulso a 30 metri sopra le onde. Un poliziotto italiano si avvicina alla battaglia nonostante i colpi delle batterie costiere e riesce a recuperare il corpo del coraggioso pilota, ma non riesce a trovare quello del meccanico mancante nell'Adriatico. Riportato a Venezia, Roulier riceve un grande funerale con tutti gli onori militari in cui Gabriele d'Annunzio legge il suo elogio funebre.
Il morale dei piloti francesi, che hanno il loro primo morto nel combattimento, si sente pesante. Per caso del calendario è il giorno dopo che un nuovo pilota ufficiale viene assegnato al CAM, Vaisseau André Woltz, che scopre una squadriglia senza aerei il 13 settembre 1916, mentre Venezia subì un violento bombardamento notturno, l'aviazione italiana organizza un attacco di rappresaglia sul porto di Parenzo in Istria. Scortati da 4 Nieuport francesi, 11 Macchi L 1 decollano in due gruppi da Grado e Venezia, con d'Annunzio in uno di loro. Il CAM di Venezia può mettere in volo solo il suo unico FBA 150 ch n° 310 "Chichourlette" che pilota il secondo maestro Duclos con Woltz come osservatore.
Un colpo di destino lo spingerebbe al comando della squadriglia navale. Alla fine di settembre, infine, sono stati consegnati un numero di FBA da 150 CV, che ha dato una spinta alla squadra dal punto di vista degli aerei. Ma le prove del CAM non sono finite. Il 31 ottobre 1916, una bomba si stacca dall'FBA 150 n. 321 che è stato preparato per una missione sul molo. 18 marinai, francesi e italiani, vengono uccisi all'istante e 17 sono gravemente feriti. Il tenente Reynaud è tra le vittime, così come il tenente Hariat, un osservatore. Woltz è ora l'unico ufficiale al centro e prende il comando. Ha solo quattro altri piloti a sua disposizione (SM Poggi, SM Duclos, QM Giorzo, SM Le Guennec, un nuovo arrivato), e pochi altri velivoli ma questi sono tutti gli FBA da 150 CV che ora costituiscono la dotazione standard del centro; i sopravvissuti Donnet-Denhaut e FBA 100 CV sono stati rimandati in Francia. Sono tutti decorati con tre coccarde sui lati e sul lato inferiore dello scafo, e ricevono un numero di identificazione preceduto dalla lettera "H" che identifica il centro.
Su questi nuovi velivoli Woltz, guiderà la squadriglia navale per trovare un tasso di disponibilità che gli consenta di svolgere missioni operative. Così, il 7 novembre 1916, Woltz, Poggi e Le Guennec con un Macchi L.2 e 6 FBA Type H italiani bombardano Parenzo. Il 30 novembre, due FBA si sono avventurati nella grande base navale di Pola dove Le Guennec ha sganciato le sue bombe su una nave da guerra all'ancora, ed è stato intercettato da 5 idrovolanti nemici di cui è riuscito a distorcere la compagnia dopo diversi colpi scambiati.

### 1917
L'anno 1917 inizia con solo 3 aeromobili disponibili che possono effettuare due irruzioni notevoli: due FBA il 12 gennaio (un lancia-siluri bombardato) e l'11 febbraio 1917, in cui un idrovolante austriaco abbatte un aereo italiano. Una grande consegna dalla Francia porta il numero di velivoli disponibili a 9. I piloti sono ancora rari. Un nuovo raid su Pola si conclude con 3 FBA il 18 marzo 1917 che incontrano un idrovolante Hansa-Brandenburg CC e un antico Fokker Eindecker da cui sfuggono senza difficoltà.
Il CAM sarà un'ultima volta colpito dal destino il 17 aprile 1917, in un giorno di tempesta. In tarda mattinata, cinque idrovolanti austriaci sono avvistati in approccio su Venezia ed il caccia Nieuport del sous-lieutenant Xavier Garros della squadriglia (rinominata N 561), aiutato da due FBA italiani della 252ª Squadriglia, abbattono un aereo nemico registrato K 192 del Fregattenleutnant Johann Plachner e del Seefahnrich Michael Graf Szecheny della SFS di Pola, che è costretto ad ammarare, al largo della costa. Il Nieuport francese, terminata la missione, ritorna alla base mentre i due FBA italiani restano a ruotare attorno al relitto. Il primo di loro torna a Venezia ma atterra vicino ad una nave italiana. Il secondo FBA italiano torna direttamente alla sua base.
Poi arrivano gli FBA del CAM, l'H5 pilotato dal SM Jules Duclos scopre il primo FBA italiano ormeggiato vicino alla nave. Si stabilisce nelle vicinanze, scambia il suo osservatore con quello dell'italiano e lascia il luogo dell'affondamento. Cerca di sbarcare per soccorrere gli austriaci, ma il mare è brutto e si rompe uno dei suoi fianchi e quindi galleggia in compagnia. Mettendo il gas a fondo, riesce a decollare di nuovo e ritorna miracolosamente Venezia, lasciando l'equipaggio nemico al suo destino. Gli italiani perderanno uno dei loro FBA che si rompe cercando un ammaraggio in prossimità dei due uomini. Il Macchi L.3 del Guardiamarina Agostino Brunetta riesce finalmente ad atterrare intatto vicino al doppio naufragio, ma, sovraccarico di altri quattro uomini e per il brutto tempo, può solo restare in attesa di aiuto.
Questi sono in arrivo, ma i più vicini sono austriaci, visto che sono state avvistate due navi. È una battaglia avvincente a Venezia e il CAM decolla molti dei suoi aerei insieme con quelli degli italiani. I naufraghi saranno finalmente raccolti dalla Tb 75, una nave austriaca, che sarà avvistata in volo dall'FBA "H4" pilotata dall'EV André Woltz e dal maestro Maurice Coste. Woltz fa un passaggio e lascia cadere le sue bombe, mancando la nave le cui finestre sono rotte dall'onda d'urto. Ma i marinai austriaci hanno reagito dal loro DCA e hanno colpito l'FBA francese che cade in mare, causando la perdita dell'equipaggio che scompare tra le onde.
Woltz era l'ultimo ufficiale al centro e il suo comando risale al più anziano del più alto rango, che è il secondo comandante del quartier generale Cadio. Quest'ultimo dimostrerà una sorprendente energia per mantenere vivo il centro e svolgere missioni operative. Ma questa è solo una sopravvivenza: l'aviazione italiana è ora notevolmente sviluppata, i suoi nuovi idrovolanti Macchi M 3 sono addirittura superiori agli FBA francesi che gli equipaggi italiani chiamano "Fatte Bene Attenzione"! La decisione è presa a Parigi, dopo aver consultato gli italiani, per sopprimere il centro, che tuttavia continua le sue missioni. L'ultimo baroud d'honneur si svolge la notte tra il 3 e il 4 giugno, quando, per rappresaglia per un raid notturno austriaco, il comando italiano manda 5 idrovolanti a bombardare il cantiere di Muggia vicino a Trieste. Tre di questi velivoli sono forniti dal CAM di Venezia, pilotati da Duclos (osservatore di marina Jaouen), Guennec (osservatore Lescut) e Giorzo (osservatore maestro Barat). Dopo un volo notturno di quasi tre ore, i tre piloti bombardano il bersaglio nonostante un intenso DCA, Le Guennec che scende anche a 50 metri di quota per permettere al suo osservatore di sparare con la mitragliatrice su due proiettori che si spengono immediatamente, facilitando il loro ritorno alla base. Tutti gli equipaggi ricevettero una decorazione italiana ed il Capitano de Chalonge, comandante della N 561, prese l'iniziativa di proporli per una decorazione francese.
La partenza del CAM è senza fanfare dall'Italia. Gli ufficiali della marina italiana, per i quali la marina francese è sempre stata una rivale, non hanno supportato la presenza dei piloti dell'aviazione marittima che, inoltre, apparivano piuttosto pallidi dal 1916, a volte mancavano di piloti ed a volte di velivoli.
Il 22 giugno 1917 arriva a Venezia il commissario di prima classe Louis Marin, che è responsabile per procedere alla liquidazione del centro. I restanti otto FBA sono offerti alla Regia Marina Militare Italiana. Quest'ultima ringrazia le autorità francesi per l'offerta, ma la rifiuta perché gli FBA che operano nella marina italiana usano un altro tipo di motore. Gli idrovolanti francesi vengono quindi imballati e spediti alla stazione. Il vice-ammiraglio Cito de Filomarina, prefetto marittimo, indirizzò un saluto brillante alla squadriglia navale che lascia al cimitero di San Michele 18 dei suoi uomini incluso il suo comandante, più tre di loro dispersi nell'Adriatico. Solo il capitano de Chalonge, i suoi uomini ed alcuni ufficiali inglesi saluteranno i marinai francesi per la loro partenza alla stazione il 27 giugno, senza che nessun ufficiale italiano si sia recato sul posto. Il commissario Marin è sorpreso ed il prefetto marittimo italiano risponde con una battuta: "La Francia, più vecchia dell'Italia, è un po 'la sua matrigna e tu sai che nelle famiglie ci sforziamo di separarci le suocere delle nuore! "È necessario rendere giustizia agli alti ufficiali della marina italiana in questa faccenda. D'altra parte, erano gli ufficiali subalterni di Sant'Andrea a cui non piacevano i francesi ed apparentemente snobbavano la loro partenza. I marinai ordinari non hanno nulla a che fare con queste dispute nazionaliste di ufficiali. Quando i marinai francesi lasciano l'isola di Sant'Andrea in barca, i marinai italiani vengono raggruppati dai loro ufficiali per un appello. Un marinaio francese grida "Viva l'Italia!" Un gruppo di tutti i marinai italiani risponderà "Viva la Francia!"

## Aerei
- FBA Type C (sviluppo dell'FBA Type A) maggio 1915
- Donnet Denhaut 160 ch Canton Unnè aprile 1916
- FBA Type H agosto 1916